# Памятник-бюст М. Ю. Лермонтову (Кривой Рог)
Бюст Михаилу Юрьевичу Лермонтову — памятник в Центрально-Городском районе города Кривой Рог Днепропетровской области.

## История
3 октября 1964 года, по инициативе криворожского архитектора и художника Юрия Петровича Сыча и по случаю 150-летия со дня рождения поэта, установлен памятник-бюст Михаилу Лермонтову.
Изначально изготовлен из оргстекла, но через несколько лет материал начал разрушаться. В литейном цехе завода «Криворожсталь» бригадой формовщиков-литейщиков под руководством Николая Петровича Репникова был отлит чугунный бюст.

## Характеристика
Представляет собой бюст с подиумом на постаменте.
Чугунные бюст и подиум окрашены в чёрный цвет, высота с подиумом 1 м.
Постамент из красного гранита, 0,7×0,7 м в плане, высота 2,5 м.
Авторы: скульптор Александр Васильевич Васякин, архитектор Юрий Петрович Сыч.
Памятник расположен в Центрально-Городском районе по улице Лермонтова 10.